# Над законом (фільм, 1988)
«Над зако́ном» (англ. Above the Law) — дебютний фільм Стівена Сіґала.

## Сюжет
Стівен Сіґал дебютував в ролі поліцейського Чикаго, в'єтнамського ветерана Ніко Тоскані, який вийшов на слід великої здобичі. Корупція проникла в ряди ЦРУ. І Ніко мобілізує увесь свій досвід і все своє уміння, щоб упоратися з грізним, підступним і багатоликим супротивником. Стівен Сіґал, майстер айкідо 6-го ступеня і володар чорного поясу, довів, що він ще і талановитий актор з могутнім магнетизмом, який не поступається Сталлоне, Шварценеггеру, Норрісу й Іствуду. Багато сцен насильства. Його немає тільки тоді, коли Стівен Сіґал проводить 1 відсоток екранного часу зі своєю дружиною (Шерон Стоун). Генрі Сільва, як завжди, грає злочинця-садиста